# Francisco de Borja Palomo y Rubio
Francisco de Borja Palomo y Rubio, (Estepona, 1822-Sevilla, 10 de mayo de 1884). Catedrático de Derecho Romano en la Universidad de Sevilla, tras muchos años como regente y sustituto sin sueldo o encargado interino de cátedra. Parece que la posteridad le recuerda, sin embargo, por su labor historiográfica, por su condición de miembro Correspondiente de la Real Academia de la Historia y por sus obras de historia hispalense.
Falleció siendo el secretario de la Facultad de Derecho de la Universidad de Sevilla.

## Formación
Comenzó su formación como jurista en la Universidad de Sevilla a la edad de 15 años (1837). Bachiller en Jurisprudencia (15 de junio de 1841). Licenciado en Jurisprudencia (15 de julio de 1843). Doctor en Jurisprudencia (19 de octubre de 1845).

## Carrera académica[1]
Como Regente agregado sin sueldo empezó a desempeñar varias cátedras en la Facultad de Jurisprudencia de Sevilla (desde el 28 de octubre de 1847 hasta el 29 de agosto de 1850, cuando esa figura desapareció). Pocos meses después fue nombrado Sustituto sin sueldo el 4 de enero de 1851, cargo que ocupó hasta el 9 de septiembre de 1857, fecha en la que se suprimió ese empleo.
Al año siguiente, pasó a ser encargado de la Cátedra de Economía política y estadística desde el 30 de septiembre de 1858 hasta el 14 de marzo de 1858).
En 1860, fue nombrado encargado interinamente de la Cátedra de Teoría de los Procedimientos y Práctica forense con fecha de 14 de marzo, desempañando el puesto hasta el 20 de junio de 1860, en que es cesado por la Dirección general.
El 14 de enero de 1861 fue nombrado Catedrático supernumerario de Teoría de los Procedimientos y Práctica forense por estar “comprendido en la 2ª disposición transitoria de la Ley de 9 de septiembre de 1857” y tras insistentes solicitudes desde al menos el 6 de octubre de 1857. Tomó posesión el día 22.
En el mes de septiembre de 1862 fue nombrado Secretario de la Facultad de Derecho de Sevilla. El 5 de noviembre de 1862 solicitó ser admitido para optar a las Cátedras de Economía política vacantes en Oviedo y Salamanca. Su solicitud llegó fuera de plazo, por lo que se desestimó su petición.
En 1865, accedió por oposición celebrada el 26 de mayo a la Cátedra de Historia y Elementos de Derecho Romano en la Universidad de Sevilla,  tomó posesión el 5 de junio de 1865. De nuevo en 1869 se volvió a ver involucrado en la gestión de la docencia jurídica, pues desde el 1 de julio, actuó como Vicesecretario de la Facultad de Derecho de la Universidad de Sevilla. El 29 de abril de 1875 fue investido, de nuevo, Secretario de la Facultad de Derecho.
El Rector de Sevilla con fecha 30 de junio de 1874 lo nombró “individuo de la Comisión que pasó á Córdoba para autorizar los grados de Licencia en aquella Universidad libre, hoy suprimida”.
Los cargos se sucedieron en la última parte de la vida del profesor Palomo, así con fecha del 31 de julio de 1875, recibió el nombramiento de miembro del tribunal de oposiciones a notarías vacantes en el territorio de la Audiencia de Sevilla, y el 21 de abril de 1877 fue nombrado miembro del tribunal de oposiciones a la cátedra de Derecho Mercantil y Penal vacante en la Universidad Central (sale hacia Madrid el 10 de noviembre de 1877). Su postrero nombramiento lo recibió el 1 de junio de 1882 cuando fue confirmado en el cargo de Secretario de la Facultad de Derecho de la Universidad e Sevilla.

## Otras méritos
Miembro Correspondiente de la Real Academia de la Historia (hasta su muerte).
Individuo de las Juntas municipales de Beneficencia y Sanidad de la ciudad de Sevilla; “en premio á sus servicios durante la última epidemia del Cólera en Sevilla” se le 'significó' para ser nombrado comendador de la Orden de Isabel la Católica.
Subdirector del Monte de Piedad y Caja de Ahorros de Sevilla.
Encargado interino del despacho de la asesoría de la Intendencia y del Juzgado de la Subdelegación de Rentas de la provincia de Sevilla (desde el 15 de agosto de 1846 hasta el 7 de abril de 1847 y de nuevo entre el 18 de octubre de 1851 y el 31 de julio de 1852).
Desde el 13 de marzo de 1854 hasta el 31 de agosto de 1855 fue Abogado de Beneficencia de distrito de Sevilla. En ese mismo año de 1854 fue elegido con fecha de 30 de mayo Sustituto del Teniente Fiscal 1º de la Audiencia de Sevilla. En su expediente personal confiesa haber renunciado al cargo el 29 de septiembre de ese mismo año de 1854. Finalmente fue Síndico del Ayuntamiento de Sevilla desde el mes de octubre de 1856 y hasta diciembre de 1864.
Concesión por Real Orden del título de caballero de la Orden de Carlos III (11 de noviembre de 1862). Nuevamente Abogado de Beneficencia de distrito de Sevilla (desde el 22 de abril de 1857 y hasta al menos el 31 de diciembre de 1879).

## Obras editadas
- Noticia histórica de la Santa Casa de Caridad de Sevilla, y de los principales objetos artísticos que en ella se conservan escrita con vista de los documentos y papeles que se custodian en su archivo, Sevilla, Francisco Álvarez, 1857 y 1862 (afirma el autor en 1879 que ha sido “reimpresa repetidamente”, además de ser “traducida á los idiomas francés é inglés”).

- Universidad Literaria de Sevilla. Discurso leído el día 1º de octubre de 1867, en la solemne apertura de estudios, Sevilla, José María Geofrin, 1867.

- Es editor (y autor del extenso prólogo) de: Francisco Jerónimo Collado, Descripción del túmulo y relación de las exequias que hizo la ciudad de Sevilla en la muerte del rey don Felipe segundo, Sevilla, Imprenta de D. José María Geofrin, 1869.

- Memoria histórico crítica sobre las riadas, ó grandes avenidas del Guadalquivir en Sevilla, desde principios del siglo XV hasta nuestros días, Segunda parte, tomo II, Sevilla, Redacción de El Español, 1877.

- Historia crítica de las riadas o grandes avenidas del Guadalquivir en Sevilla desde su reconquista hasta nuestros días. Primera parte, tomo I, Sevilla, Francisco Álvarez, 1878 (ed. facsímil en Sevilla, Ayuntamiento de Sevilla, Colección Clásicos sevillanos, 2001).

- Félix José Reinoso, Obras de Félix José Reinoso. Sevilla, Imprenta y Librería Española y Extrangera de Rafael Tarascó y Lassa, 1872-1879. A los que leyeren: El que traza estas líneas heredó de su maestro D. José López Rubio el deseo de reunir los escritos más notables de diversa índole debidos á la docta pluma de D. Félix José Reinoso, para formar con ellos una Coleccion harto deseada de los amantes de la literatura patria, Sevilla, 1877, (al parecer, no sólo se empeñó Palomo en editó las obras de Félix José Reinoso sino que también se destacó en promover el traslado de los restos del poeta de Madrid a Sevilla).

- Consta además la existencia de un Catalogo de algunos libros y papeles raros y curiosos de la Biblioteca de los herederos del Dr. D. Francisco de B. Palomo, Sevilla, Impr. "Jesús Miguel", 1905.